# ۵۹۶ (میلادی)
۵۹۶ (میلادی) پانصد و نود و ششمین سال تقویم میلادی است.

## درگذشتگان
‎